# Monkey Island 2: LeChuck's Revenge
Monkey Island 2: LeChuck's Revenge é um jogo de aventura point-and-click desenvolvido e lançado pela LucasArts em 1991. Foi o segundo jogo da série Monkey Island (Ilha dos Macacos), sequência de The Secret of Monkey Island, e é o sexto título da empresa a utilizar o motor SCUMM. Além disso, foi o primeiro a utilizar o sistema sonoro iMUSE.
O enredo é centrado no aspirante a pirata Guybrush Threepwood. Após derrotar o pirata-fantasma LeChuck no jogo anterior, pouco se sabe sobre o que aconteceu entre Threepwood e a governadora Elaine Marley. A continuação é centrada nas tentativas do protagonista em encontrar o misterioso tesouro de Big Whoop.
A equipe de desenvolvimento de Monkey Island 2 foi, na sua maioria, a mesma do primeiro jogo da série. O projeto foi liderado por Ron Gilbert, que, mais uma vez, juntou-se a Tim Schafer e Dave Grossman. O jogo foi um sucesso de vendas e de crítica. Seu remake em alta definição, lançado sob a alcunha de "Special Edition", foi lançado em 2010.